# Белые ночи (турнир, бадминтон)
«Бе́лые но́чи» — российский международный турнир по бадминтону. Этап Кубка Европы (челленджер) с 2007 года. Призовой фонд — 15 000 долларов США.
Место проведения — Гатчина (Ленинградская область). Главный организатор соревнования — Фонд развития бадминтона Ленинградской области.
«Белые ночи» — второе по значению международное соревнование по бадминтону в России после турнира Золотой серии Мирового Гран-при Russian Open, проходящего с 1993 года в Москве.
В 2007 году в турнире приняли участие 70 спортсменов из 14 стран, в 2008 — свыше 120-ти спортсменов из 23 стран.

## Победители
| Год  | Мужская одиночная категория | Женская одиночная категория | Мужская парная категория            | Женская парная категория            | Смешанная парная категория        |
| ---- | --------------------------- | --------------------------- | ----------------------------------- | ----------------------------------- | --------------------------------- |
| 2007 | Станислав Пухов             | Ёнэкура Канако              | Виталий Дуркин Александр Николаенко | Анастасия Русских Екатерина Ананина | Нина Вислова Александр Николаенко |
| 2008 | Вилле Ланг                  | Хуайвэнь Сюй                | Михал Логош Роберт Матеушак         | Анастасия Русских Екатерина Ананина | Нина Вислова Виталий Дуркин       |